# Masque funéraire
Ne doit pas être confondu avec masque mortuaire.

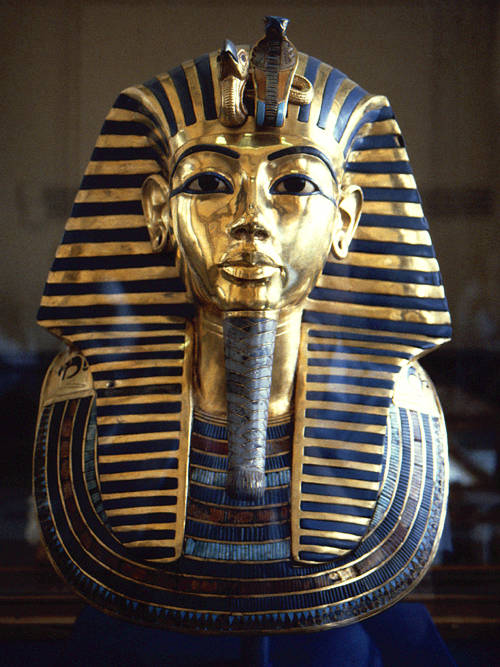
Masque funéraire de Toutânkhamon.

Un masque funéraire est un type de masque retrouvé dans des sépultures ou lié à des cérémonies funèbres. Cela correspond en fait à différents usages : on en a en effet retrouvé sur des urnes funéraires, dans du mobilier funéraire, ou sur des momies, et ce sur tous les continents.

## Différents types
Un masque funéraire peut être désigné par le terme de "larve" (du latin larva, fantôme),.
On trouve des masques funéraires en métal (typiquement en or), mais aussi en plâtre ou en carton peint. Certains sont très réalistes, d'autres plus stylisés.
On en retrouve en Égypte et en Grèce, mais aussi en Asie,, en Afrique ou en Amérique (art précolombien) ou dans certaines civilisations d'Océanie. Les points communs entre ces différentes traditions sont interprétés comme une façon de préserver l'image de la vie.
Le Livre des morts indique que le masque funéraire sert à protéger la tête du défunt.

## Galerie

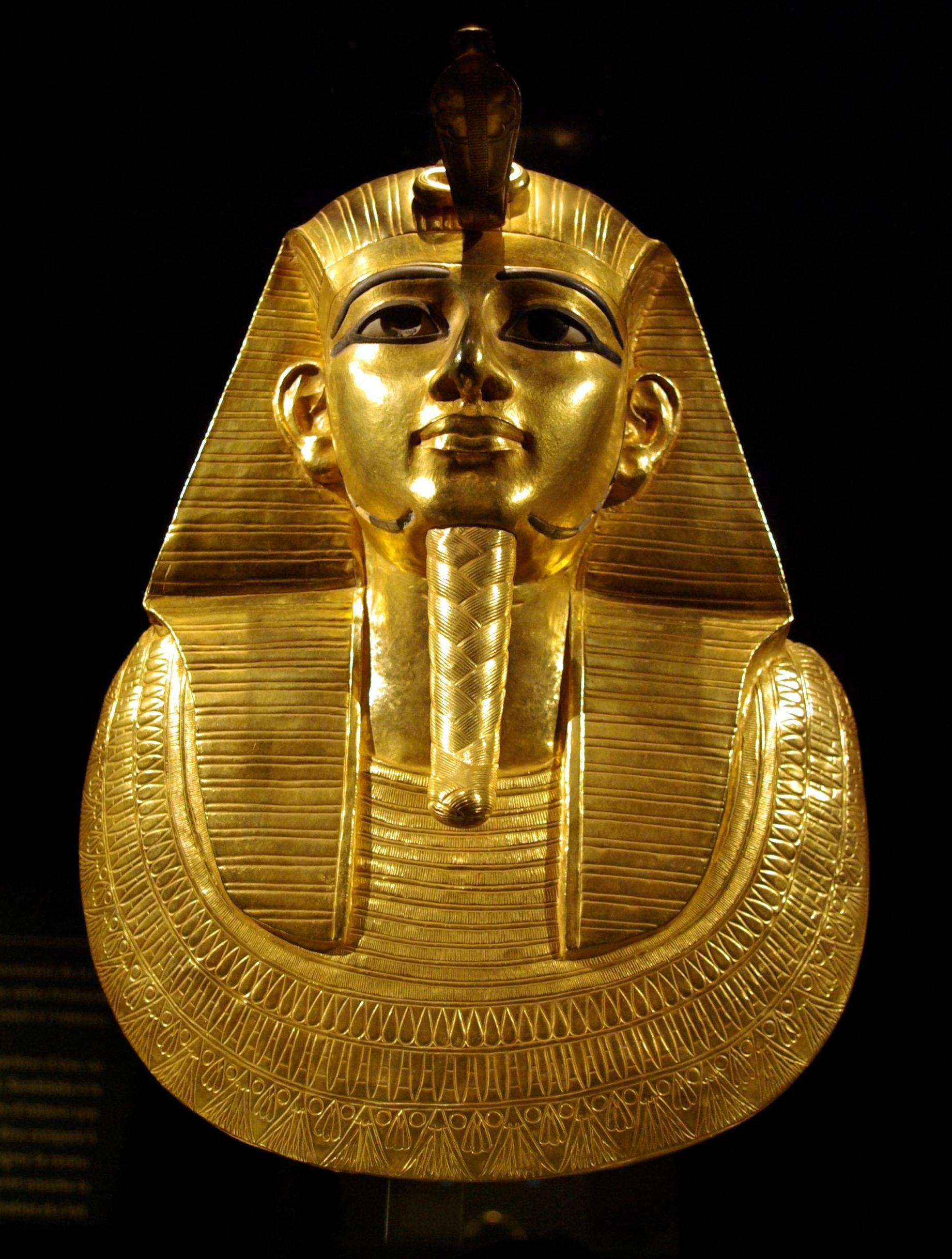
Masque funéraire à plastron du pharaon Psousennès Ier
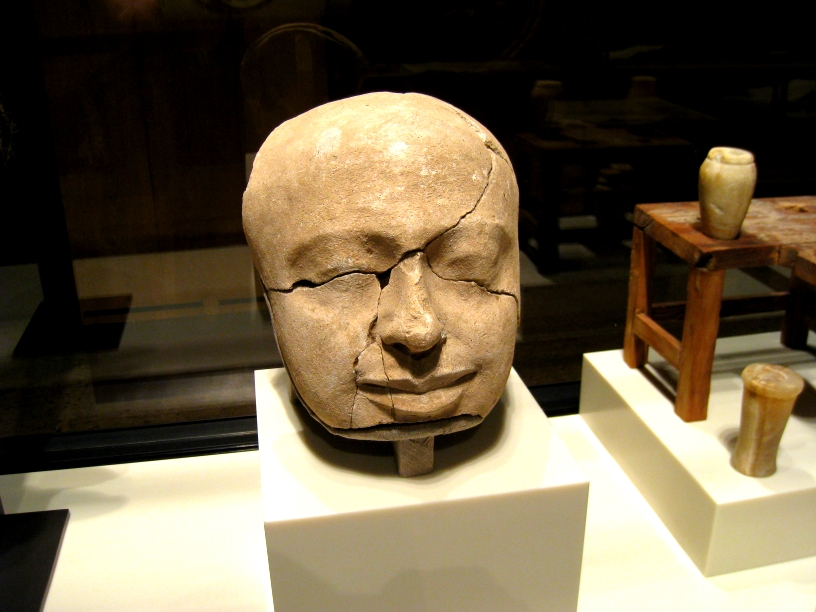
Masque funéraire égyptien en plâtre, ancien empire
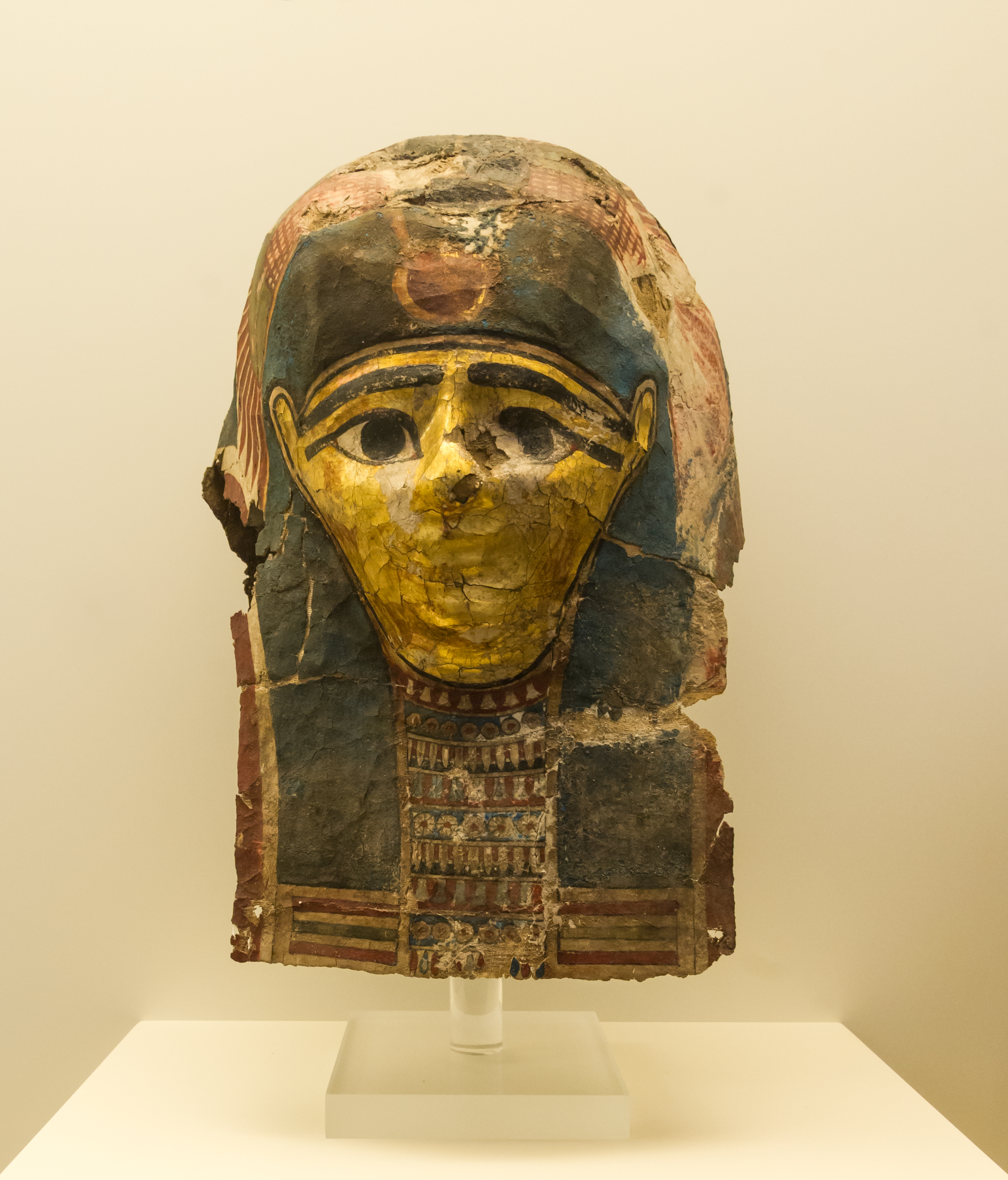
Masque funéraire égyptien, en cartonnage, NAM Athènes
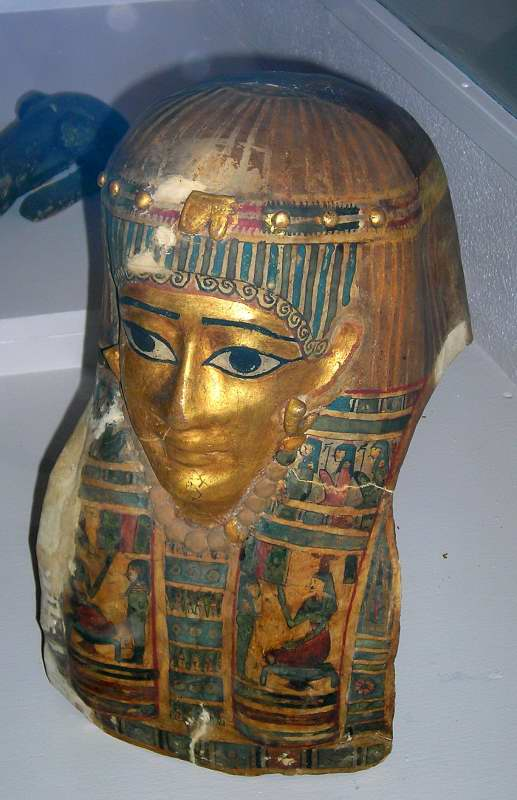
Masque funéraire égyptien, époque ptolémaïque
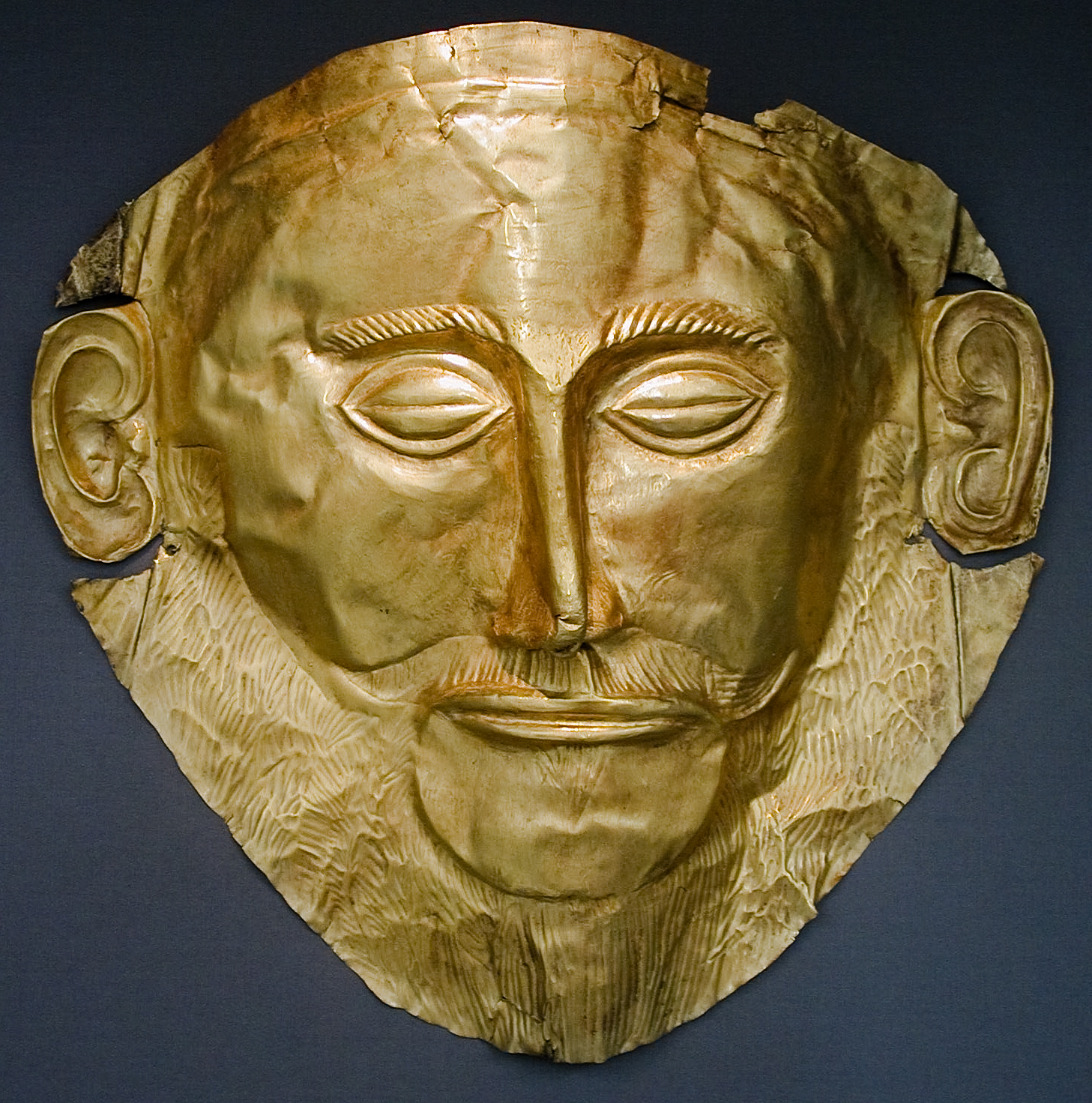
Masque funéraire mycénien dit « Masque d'Agamemnon »
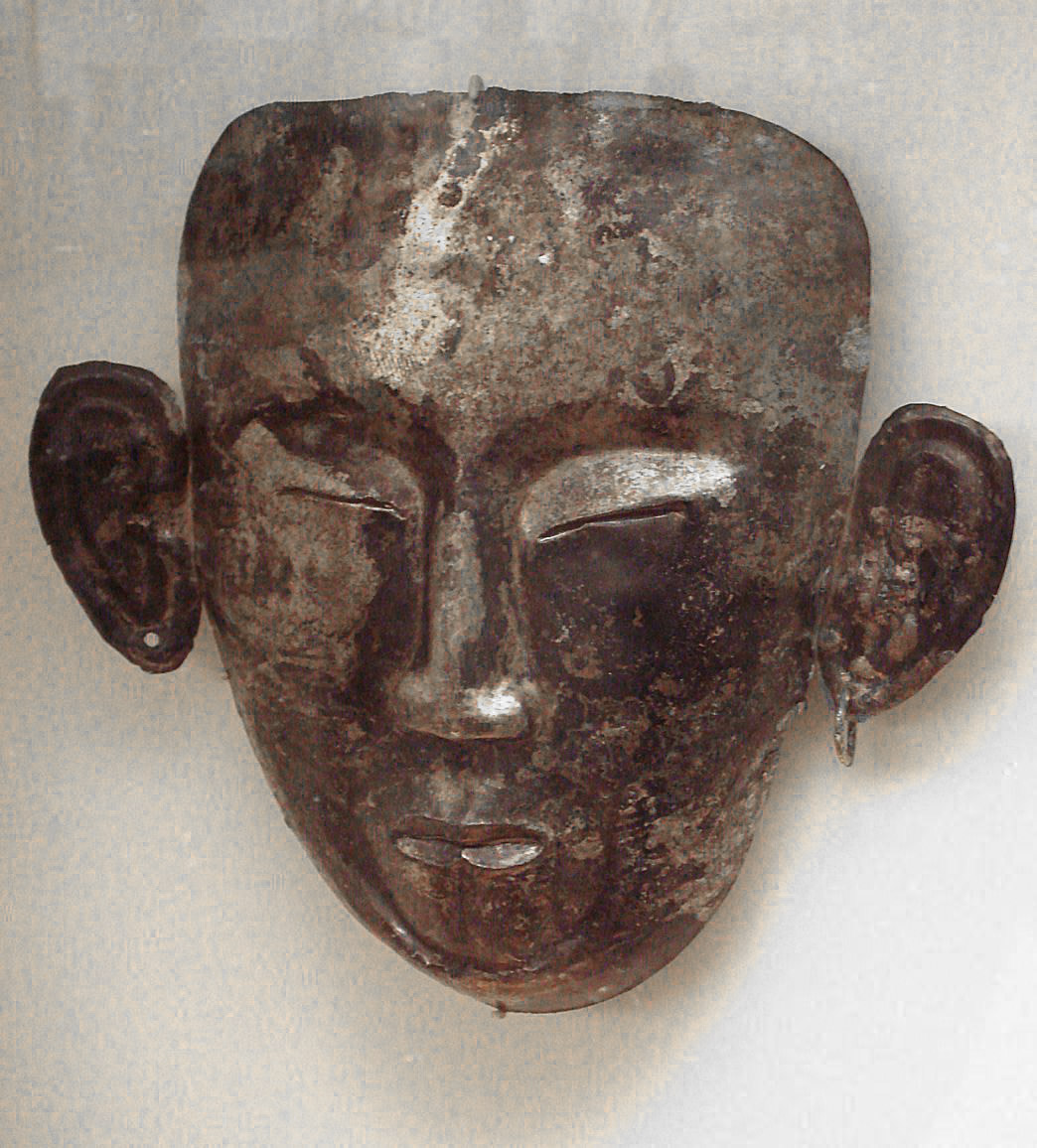
Masque funéraire chinois du XIIe siècle
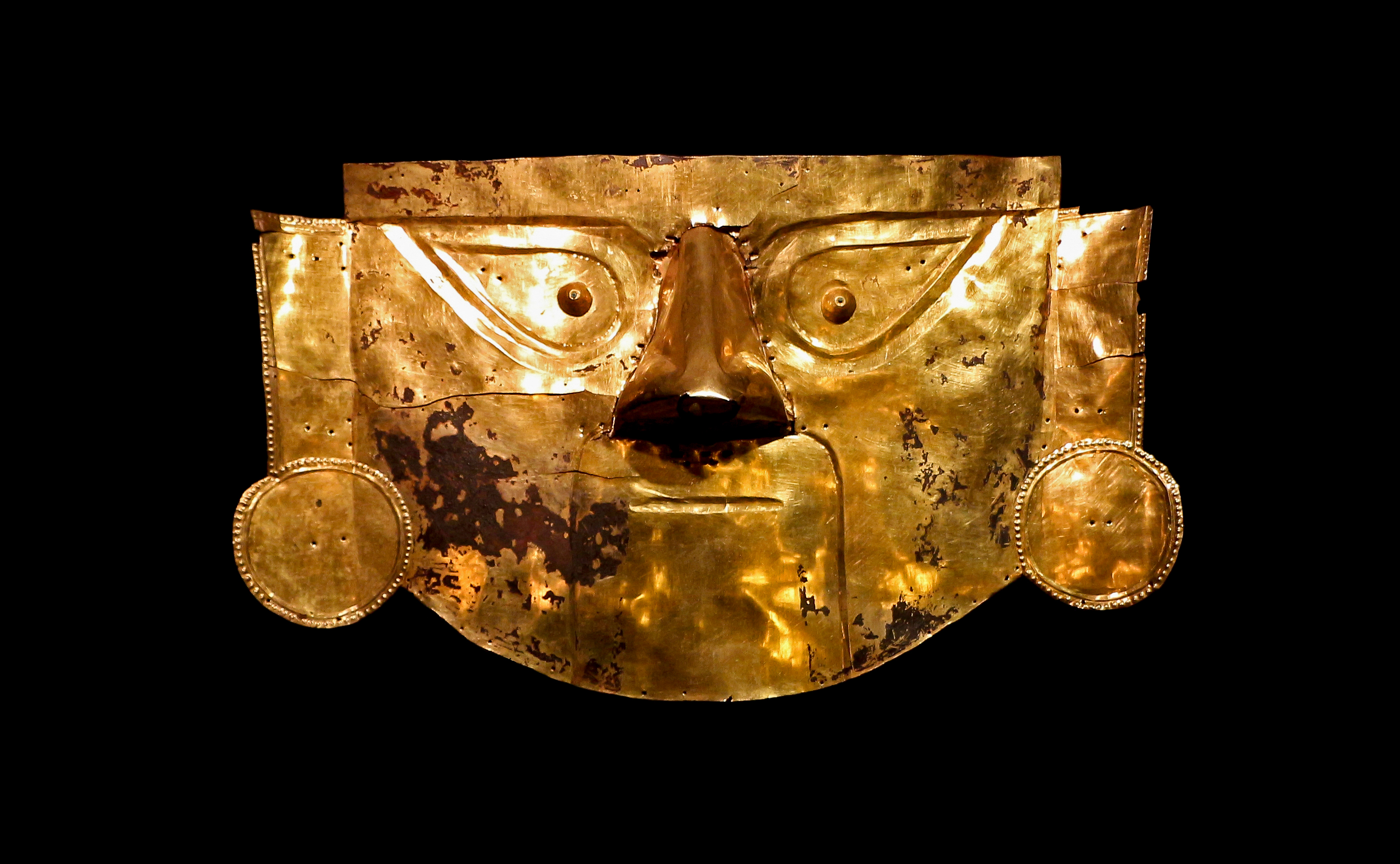
Masque funéraire Lambayeque en or